# Fadogia
Fadogia là một chi thực vật có hoa trong họ Thiến thảo (Rubiaceae).

## Loài
Chi Fadogia gồm các loài: